# Solveig Nordlund
Solveig Agneta Nordlund (* 9. Juni 1943 in Stockholm, Schweden) ist eine schwedisch-portugiesische Filmregisseurin.

## Werdegang
Nordlund studierte Geschichte an der Universität Stockholm. 1962 traf sie Alberto Seixas Santos, den sie später heiratete, und vertiefte ihr Interesse am Film. 1970 übernahm sie erste berufliche Schritte in Richtung Kino. Sie war Assistentin bei João César Monteiro (Quem Espera por Sapatos de Defunto Morre Descalço und Fragmentos de Um Filme-Esmola), José Fonseca e Costa (O Recado) und bei Pedro Só von Alfredo Tropa. Sie betätigte sich ab Brandos Costumes von Alberto Seixas Santos 1975 auch mit Schnitt von Filmen. Dies tat sie in den folgenden Jahren auch für Werke von u. a. Manoel de Oliveira, João Botelho, Thomas Harlan und in verschiedenen politischen Dokumentarfilmen.
Von 1973 bis 1974 war sie als Stipendiatin der Gulbenkian-Stiftung in Paris, unter anderem bei Jean Rouch. Nach der Nelkenrevolution arbeitete sie in den Filmkollektiven Cinequipa (1974) und Cinequanon (1975) an deren Fernsehserien mit. Im Anschluss war sie Gründungsmitglied des Filmkollektivs Grupo Zero und arbeitete an der Herstellung zahlreicher Filme mit. 1978 drehte sie erstmals einen eigenen Spielfilm, den Kurzfilm Nem Pássaro Nem Peixe („Weder Vogel noch Fisch“).
In Zusammenarbeit mit dem Teatro da Cornucópia filmte sie verschiedene Aufführungen, darunter Stücke von Franz Xaver Kroetz (Música Para Si, dt.: „Wunschkonzert“, Viagem Para a Felicidade, dt.: „Reise ins Glück“, beide 1978, und Outras Perspectivas, dt.: „Weitere Aussichten“, 1980) und Karl Valentin (E não se pode exterminá-lo? 1979). Ihr erster Spielfilm wurde 1983 Dina e Django, dem weitere folgten. Sie drehte auch verschiedene Kurzfilme über Schriftsteller wie Marguerite Duras, J. G. Ballard, António Lobo Antunes und Richard Zimler.
1998 verfilmte sie in Mosambik mit Comédia Infantil (dt.: „Der Chronist der Winde“) das gleichnamige Buch von Henning Mankell. Im gleichen Jahr inszenierte sie erstmals ein Theaterstück (A Noite é Mãe do Dia, dt.: „Nacht, Mutter des Tages“, von Lars Norén im Centro Cultural de Belém) und tat dies immer wieder (zuletzt im Sommer 2011, wieder Norén, im Teatro Municipal de Almada).
Sie gründete 2002 die Filmproduktionsgesellschaft Ambar Filmes.
2002 veröffentlichte sie ihren dystopischen Kinofilm Aparelho Voador a Baixa Altitude, 2003 folgte mit A Filha ihr nächster Spielfilm, der besonders von der Kritik gelobt wurde.
Für A Morte de Carlos Gardel (2011), ihre Verfilmung des gleichnamigen Romans von António Lobo Antunes, wurde sie beim Filmfestival in Uruguay ausgezeichnet und war bei den Caminhos do Cinema Português als bester Film nominiert.
2019 kehrte sie mit einer Dokumentation über den mosambikanischen Schriftsteller Mia Couto zu ihren Filmen über Autoren zurück.

## Filmografie

### Regie
- 1976: A Luta do Povo – Alfabetização em Santa Catarina (Doku., Kurzfilm, Kollektivarbeit Grupo Zero)
- 1977: A Lei da Terra (Doku., Kollektivarbeit Grupo Zero)
- 1978: Nem Pássaro Nem Peixe
- 1979: E não se pode exterminá-lo?
- 1979: Música Para Si
- 1980: Novas Perspectivas (Doku.)
- 1981: Dina e Django
- 1982: Hemmet (Kurzfilm)
- 1985: Vad hände katten i råttans år?
- 1986: Resan till Orion (Kurzfilm)
- 1990: Uma História Imortal (Doku.)
- 1994: I morgon, Mario (Até amanhã, Mário)
- 1994: Marguerite Duras (Doku.)
- 1995: Bergtagen (Kurzfilm)
- 1997: António Lobo Antunes (Doku.)
- 1998: Comédia Infantil
- 1998: Uma Voz na Noite (Kurzfilm)
- 1998: J.G. Ballard: The Future Is Now (Fernsehfilm, Doku.)
- 1999: Spärrvakten (Kurzfilm)
- 2002: Aparelho Voador a Baixa Altitude
- 2003: A Filha
- 2003: Amanhã (Kurzfilm)
- 2006: O Bejo (Kurzfilm)
- 2009: O Espelho Lento (Kurzfilm)
- 2011: A Morte de Carlos Gardel
- 2011: Em Trânsito: José Pedro Croft (Doku., Kurzfilm)
- 2013: Mannaminne (Doku., Kurzfilm)
- 2014: O Meu Outro País (Doku.)
- 2019: Sou Autor Do Meu Nome Mia Couto / I am The Author Of My Name Mia Couto (Doku.)

### Schnitt (Auswahl)
- 1975: Brandos Costumes R: Alberto Seixas Santos
- 1974: Desapareceu (Kollektivarbeit Cinequipa) TV-Mehrteiler
- 1975: Greve na Construção Civil (Kurzfilm) (Kollektivarbeit Cinequanon)
- 1975: Um Jornal Regional em Autogestão – “O Setubalense” (Kurzfilm) R: Amílcar Lyra
- 1975: Moçambique – Um Programa Comemorativo da Independência
- 1976: A Lei da Terra (Kollektivarbeit Grupo Zero)
- 1978: Das Verhängnis der Liebe (Amor de Perdição: Memórias de uma Família) TV-Mehrteiler
- 1978: Alexandre e Rosa (Kurzfilm) R: João Botelho und Jorge Alves da Silva
- 1978: Viagem para a Felicidade auch Regie
- 1979: Música Para Si auch Regie
- 1980: Passagem ou a Meio Caminho R: Jorge Silva Melo
- 1981: Varning för Jönssonligan R: Jonas Cornell
- 1981: Babel hus (A Casa de Bebel) R: Jonas Cornell TV-Serie für das schwedische Fernsehen
- 1981: Laget (Kurzfilm) R: Lena Hellman
- 1986: Moa R: Anders Wahlgren
- 1986: Resan till Orion (Kurzfilm) auch Regie
- 1987: Lysande landning (Fernsehfilm) R: Jonas Cornell
- 1988: Fordringsägare R: Stefan Böhm, Keve Hjelm, John Olsson
- 1988: Bevara Sverige svenskt? R: Inger Antonsson
- 1992: Wadi 1981–1991 R: Amos Gitai
- 1994: I morgon, Mario auch Regie
- 2001: Wadi Grand Canyon 2001  R: Amos Gitai

### Produktion
- 1998: Comédia Infantil auch Regie
- 1998: Uma Voz na Noite auch Regie
- 2002: Välkommen till Tomas & Jill Regie: Henrik Georgsson
- 2002: Aparelho Voador a Baixa Altitude auch Regie
- 2004: Alltid på en tisdag (Fernsehfilm) Regie: Pil Maria Gunnarsson
- 2006: Keillers park Regie: Susanna Edwards
- 2010: Perdida Mente R: Margarida Gil

## Auszeichnungen
Solveig Nordlund erhielt für ihre Werke eine Reihe Nominierungen für Filmpreisem, von denen sie einige auch erhielt. 2019 wurde sie zudem von der portugiesischen Filmakademie mit dem Prémio Bárbara Virgínia-Preis für ihr Wirken als Frau im portugiesischen Filmwesen ausgezeichnet.
- 1994: Bergtagen (Kurzfilm)
  - Berlin Interfilm Festival 1994
  - Flickerfest Kurzfilmfestival Sydney 1994
  - Nordisk Panorama Film Festival 1994
- 1998: Comédia Infantil
  - Créteil International Women’s Film Festival
  - International Film Festival Rotterdam (Nominierung)
  - Guldbagge (Nominierung)
- 1998: Uma Voz na Noite (Kurzfilm)
  - Algarve International Film Festival FICA 1999 (Nominierung)
- 1999: Spärrvakten (Kurzfilm)
  - Avanca Film Festival 2001
- 2002: Aparelho Voador a Baixa Altitude
  - Cairo International Film Festival 2002 (Nominierung)
  - Caminhos do Cinema Português 2003
  - CinEuphoria Awards 2010
- 2003: A Filha
  - CinEuphoria Awards 2010
- 2011: A Morte de Carlos Gardel
  - Caminhos do Cinema Português 2011 (Nominierung)
  - Uruguay International Film Festival 2012 (Kritikerpreis)
- 2014: O Meu Outro País (Kurzfilm)
  - Prémios Sophia (Bester Kurzfilm) 2015
  - CinEuphoria Awards 2016 (Nominierung)